# Vladimir Markov
Vladimir Aver'janovič Markov (in russo Андрей Александрович Акимов?; trasl. angl. Vladimir Averyanovich Markov; San Pietroburgo, 20 gennaio 1889 – Leningrado, 1942) è stato un calciatore russo, di ruolo difensore.

## Carriera

### Club
Militò sempre in squadre di San Pietroburgo / Pietrogrado, prima nel Kolomyagi e poi nello Sport.

### Nazionale
È stato convocato per i giochi olimpici, disputando la prima storica partita della nazionale russa contro la Finlandia, proprio alle Olimpiadi.
Fu quella la sua unica gara in nazionale.

## Statistiche

### Cronologia presenze e reti in Nazionale
| Cronologia completa delle presenze e delle reti in nazionale ― Russia | Cronologia completa delle presenze e delle reti in nazionale ― Russia | Cronologia completa delle presenze e delle reti in nazionale ― Russia | Cronologia completa delle presenze e delle reti in nazionale ― Russia | Cronologia completa delle presenze e delle reti in nazionale ― Russia | Cronologia completa delle presenze e delle reti in nazionale ― Russia | Cronologia completa delle presenze e delle reti in nazionale ― Russia | Cronologia completa delle presenze e delle reti in nazionale ― Russia |
| Data                                                                  | Città                                                                 | In casa                                                               | Risultato                                                             | Ospiti                                                                | Competizione                                                          | Reti                                                                  | Note                                                                  |
| --------------------------------------------------------------------- | --------------------------------------------------------------------- | --------------------------------------------------------------------- | --------------------------------------------------------------------- | --------------------------------------------------------------------- | --------------------------------------------------------------------- | --------------------------------------------------------------------- | --------------------------------------------------------------------- |
| 30-6-1912                                                             | Traneberg                                                             | Finlandia                                                             | 2 – 1                                                                 | Russia                                                                | Olimpiadi 1912                                                        | -                                                                     |                                                                       |
| Totale                                                                |                                                                       | Presenze                                                              | 1                                                                     |                                                                       | Reti                                                                  | 0                                                                     |                                                                       |